# Księgi
Księgi (łac. omasum, psalterium) – trzecia po żwaczu i czepcu część żołądka (trzeci przedżołądek) przeżuwaczy, połączony z czepcem i trawieńcem. U bydła domowego położony jest na prawo od żwacza i ku tyłowi od czepca, ma kształt okrągłego, nieco spłaszczonego worka. Wypełniony jest wysokimi, cienkimi fałdami błony śluzowej, przypominającymi kartki książki (stąd nazwa).